# Pachydactylus atorquatus
Pachydactylus atorquatus är en ödleart som beskrevs av  Bauer BARTS och HULBERT 2006. Pachydactylus atorquatus ingår i släktet Pachydactylus och familjen geckoödlor. Inga underarter finns listade i Catalogue of Life.